# Ingo Knillmann
Ingo Knillmann (* 14. Juni 1963; † 15. Dezember 2024) war ein deutscher Basketballspieler.

## Laufbahn
Knillmann kam als Jugendlicher am Johann-Rist-Gymnasium in Wedel mit dem Basketballsport in Kontakt und spielte dann beim SC Rist Wedel unter Trainer Ewald Schauer. 1979 und 1980 wurde der 1,93 Meter große Innenspieler mit Wedel deutscher Meister der B-Jugend, 1978 wurde er mit der C-Jugend und 1981 mit der A-Jugend jeweils deutscher Vizemeister. Mit der Schulauswahl des Johann-Rist-Gymnasiums gewann er siebenmal den Bundeswettbewerb „Jugend trainiert für Olympia“.
Bereits ab 14 Jahren spielte Knillmann auch in der Wedeler Herrenmannschaft. 1983 lehnte er Angebote der Bundesligisten DTV Charlottenburg und SSV Hagen ab, in der Saison 1983/84 spielte er während seines Wehrdienstes für den OSC Bremerhaven in der 2. Basketball-Bundesliga. Nach langer Verletzungspause in Folge einer Schienbeinoperation gehörte er ab 1985 wieder zur Mannschaft des SC Rist Wedel (mittlerweile ebenfalls 2. Bundesliga). 1988 erreichte er mit Wedel als Zweitligist das Halbfinale im DBB-Pokal, 1988 und 1991 wurde er mit der Mannschaft Vizemeister der 2. Bundesliga. Nach dem zwischenzeitlichen Abstieg in die Regionalliga kehrte Knillmann 1994 mit Wedel in die 2. Bundesliga zurück, wo er bis 1998 spielte.
In der Altersklasse Ü35 wurde Knillmann mit Rist Wedel viermal sowie in der Ü45 und in der Ü50 jeweils einmal deutscher Meister. 2019 nahm er mit der deutschen Ü50-Nationalmannschaft an der Weltmeisterschaft dieser Altersklasse teil. Knillmann wurde als „der prägendste Spieler aus der Goldenen Generation des SC Rist“ und als „Basketball-Legende“ bezeichnet. 2025 wurde der Siegerpokal der deutschen Ü50-Meisterschaft nach Knillmann benannt.

### Nationalmannschaft
1977 hatte Knillmann den Sprung in die bundesdeutsche Jugendnationalmannschaft geschafft, dort war der Linkshänder Kapitän der Mannschaft. Er nahm mit der BRD-Jugendauswahl 1979 an der Kadetteneuropameisterschaft, 1981 spielte er beim Albert-Schweitzer-Turnier für die BRD, 1982 gehörte er zum bundesdeutschen Aufgebot für die Junioren-EM und 1983 für die Junioren-Weltmeisterschaft. Bei der Junioren-EM ’82 erzielte Knillmann einen Punkteschnitt von 8 pro Begegnung und war somit fünftbester deutscher Korbschütze hinter Detlef Schrempf, Gunther Behnke, Christian Welp und Ralf Risse.